# Orazio Maffei
Orazio Maffei (Roma, 1580 - Roma, 11 de janeiro de 1609) foi um cardeal do século XVII

## Biografia
Nasceu em Roma em 1580. Segundo dos cinco filhos de Mario Maffei e Plautilla Fabi. Sobrinho dos Cardeais Bernardino Maffei (1549) e Marco Antonio Maffei (1570). Primo do Cardeal Marcello Lante (1606).
Estudou na Universidade de Perugia, onde obteve o doutorado..
Clérigo da Câmara Apostólica no pontificado do Papa Paulo V. Governador de Civitavecchia, 11 de janeiro de 1603 até 1604..
Criado cardeal diácono no consistório de 11 de setembro de 1606; recebeu o chapéu vermelho em 14 de setembro de 16.016; e a diaconia de S. Giorgio em Velabro, 9 de outubro de 1606. Optou pela ordem de cardeais sacerdotes e título de Ss. Marcellino e Pietro, 7 de fevereiro de 1607..
Eleito arcebispo de Chieti, com dispensa de ainda não ter atingido a idade canônica, 3 de setembro de 1607. Consagrado, domingo, 16 de setembro de 1607, na igreja de S. Silvestro al Quirinale, Roma, pelo cardeal Marcello Lante, assistido por Metello Bichi, bispo de Sovana, e por Girolamo di Porzia, bispo de Adria. Ele recebeu o pálio em 17 de setembro de 1607..
Morreu em Roma em 11 de janeiro de 1609. Sepultado no túmulo de seu ancestral na igreja de S. Maria sopra Minerva, Roma.